# Linda Tuhiwai Smith
Pour les articles homonymes, voir Smith.
Linda Tuhiwai Te Rina Smith CNZM (née Mead en 1950) est pédagogue néo-zélandaise, professeure distinguée de capabilité[Quoi ?] Rangahau et Matauranga à Te Whare Wānanga o Awanuiārangi (en) en Nouvelle-Zélande, autrice de Decolonizing Methodologies: Research and Indigenous Peoples (en).

## Biographie
Linda Tuhiwai Te Rina Smith naît en 1950 à Whakatāne, Nouvelle-Zélande, de l'enseignante June Te Rina Mead, née Walker, (Ngāti Porou) et du professeur Hirini Moko Mead (en) (Ngāti Awa (en)), ce qui l'affilie à ces deux iwi,,, . Elle reçoit le nom de Tuhiwai à l'âge adulte.

## Carrière universitaire

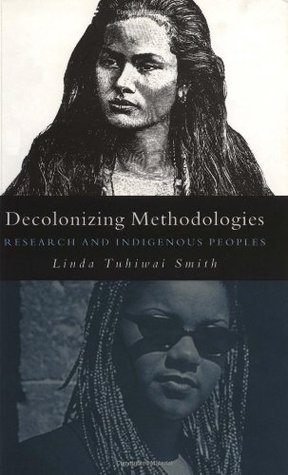
Couverture du livre de Linda Tuwhai Smith, Decolonizing Methodologies, Research and Indigenous Peoples

Linda Tuwhai Smith obtient son Bachelor of Arts, son Master of Arts (avec les honneurs) et son doctorat à l'Université d'Auckland. Sa thèse de 1996 était intitulée Ngā aho o te kakahu matauranga : les multiples couches de lutte des Maoris dans l'éducation. Elle était membre du groupe politique Māori Ngā Tamatoa (en) alors qu'elle était étudiante.
Elle est l'autrice de Decolonizing Methodologies: Research and Indigenous Peoples ( Zed Books, 1999 et 2012), une analyse critique du rôle joué par la recherche universitaire occidentale dans le processus de colonisation des cultures autochtones. Ce travail est considéré comme une contribution majeure aux méthodes de recherche en justice sociale,,, et à la décolonisation du savoir.
Elle fut vice-chancelière maori, doyenne de la School of Māori and Pacific Development et directrice de l'institut de recherche Te Kotahi à l'Université de Waikato.
Lors de la cérémonie 2013 de la nouvelle année des honnorables du Commonwealth (en) , Smith est nommée compagnonne de l'Ordre du mérite de la Nouvelle-Zélande pour services rendus aux Māoris et à la pédagogie. En 2017, elle est sélectionnée par la Royal Society Te Apārangi comme l'une des 150 femmes en 150 mots, un projet célébrant les contributions des femmes au savoir en Nouvelle-Zélande. En novembre 2016, elle est nommée membre du Tribunal de Waitangi .
En 2021, elle devient professeure distinguée à Te Whare Wānanga o Awanuiārangi (en).

## Vie privée
À son adolescence elle déménage aux États-Unis, dans le sud de l'Illinois. Elle y fréquente le collège communautaire Carbondale Community (en) où elle développe une nouvelle confiance en soi en tant qu'apprenante. Smith déménage ensuite à Salem, dans le Massachusetts, où elle travaille comme assistante au Peabody Museum of Salem .
Dans les années 1970, elle est membre fondatrice de Ngā Tamatoa (en), un groupe militant pour les droits des Māori, contre la discrimination raciale et les injustices perpétrées par le gouvernement néo-zélandais qui avait enfreint le traité de Waitangi. Son rôle y était de communiquer avec les Māori à propos du traité de Waitangi . Elle considère l'éducation comme la partie la plus importante de la lutte des Maoris pour la liberté. Elle se radicalise à la lecture de Malcolm X et de Frantz Fanon.
Linda Tuwhai Smith est mariée à l'universitaire Graham Smith.

## Œuvres choisies
- Smith, Linda Tuhiwai. Méthodologies de décolonisation : Recherche et peuples autochtones. Zed Books Ltd., 2013.
- Denzin, Norman K., Yvonna S. Lincoln et Linda Tuhiwai Smith, éd. Manuel de méthodologies critiques et indigènes. Sage, 2008.
- Smith, Linda Tuhiwai. "Sur terrain délicat : la recherche de l'indigène à l'ère de l'incertitude. N. Denzin & Y. Lincoln (Eds. ) Le paysage de la recherche qualitative." (2008) : 113-143.
- Smith, Linda Tuhiwai. "Recherche maorie de Kaupapa." Réclamer la voix et la vision autochtones (2000) : 225-247.
- Cram, Fiona, Linda Smith et Wayne Johnstone. « Cartographier les thèmes du discours maori sur la santé. (2003).
- Smith, Linda Tuhiwai. « Créer un programme de recherche pour les épistémologies et l'éducation autochtones. » Anthropologie et éducation trimestrielle 36, no. 1 (2005) : 93-95.